# Slartibartfass
Slartibartfass ist eine Anfang 2005 gegründete Pagan-Metal-Band aus Ulm.

## Name
Der Bandname wurde nach dem Planetenbaumeister Slartibartfaß aus der Romanreihe Per Anhalter durch die Galaxis gewählt. Dieser ist auf die Erbauung von Fjorden spezialisiert und gewann für die Fjorde bei der Erbauung Norwegens einen Preis. Somit soll der Name zwar eine nordische Verbundenheit ausdrücken, ohne die Band aber allzu plump auf dieses Thema zu beschränken.

## Geschichte
Slartibartfass wurde Anfang 2005 gegründet und spielten im März 2006 ihr erstes Konzert, welches in der Szene recht erfolgreich war. Im Juni 2006 veröffentlichten sie ihr erstes Album, Nordwind, welches in Eigenregie produziert wurde und deswegen noch gewisse Schwächen im Sound offenbart. Das Label Trollzorn Records/SMP stieß über die Homepage auf die Band und übernahm nach kurzen Verhandlungen den Vertrieb und die Promotion in Deutschland. Dadurch gelangte die Band an einige Konzertauftritte und konnte ihren Bekanntheitsgrad in der deutschen Metal-Szene weiter steigern. 2007 unterschrieben sie einen Vertrag mit Trollzorn und veröffentlichten noch im Juli desselben Jahrs ihr zweites Album Nebelheim. Auf diesem begannen sie, echten Dudelsack zu spielen, was sich zu ihrem Stilmerkmal entwickelte. Nach der Veröffentlichung von Nebelheim folgten weitere Konzerte und erste Festivalauftritte. 2009 veröffentlichten sie ihr drittes Album, Funkenfeuer, nachdem sie einen Plattenvertrag bei dem Label Ketzer Records unterzeichnet hatten. In den folgenden Jahren spielte die Band weitere Konzerte, darunter auch erstmals Headliner-Shows. Am 11. November 2011 veröffentlichte die Band ihr viertes Album schwarz verhüllt, nachdem der Veröffentlichungstermin aufgrund von Schwierigkeiten ihres neuen Labels (Twilight Mailorder) mehrmals verschoben werden musste.

## Stil
Slartibartfass spielen mittelalterlich angehauchten Pagan Metal mit teilweiser Humppa-Ähnlichkeit im Stil von Finntroll.

## Diskografie
Alben
- 2006: Nordwind
- 2007: Nebelheim
- 2009: Funkenfeuer
- 2011: Schwarz verhüllt